# Feira da Ladra
Pour l’article homonyme, voir Ladra.

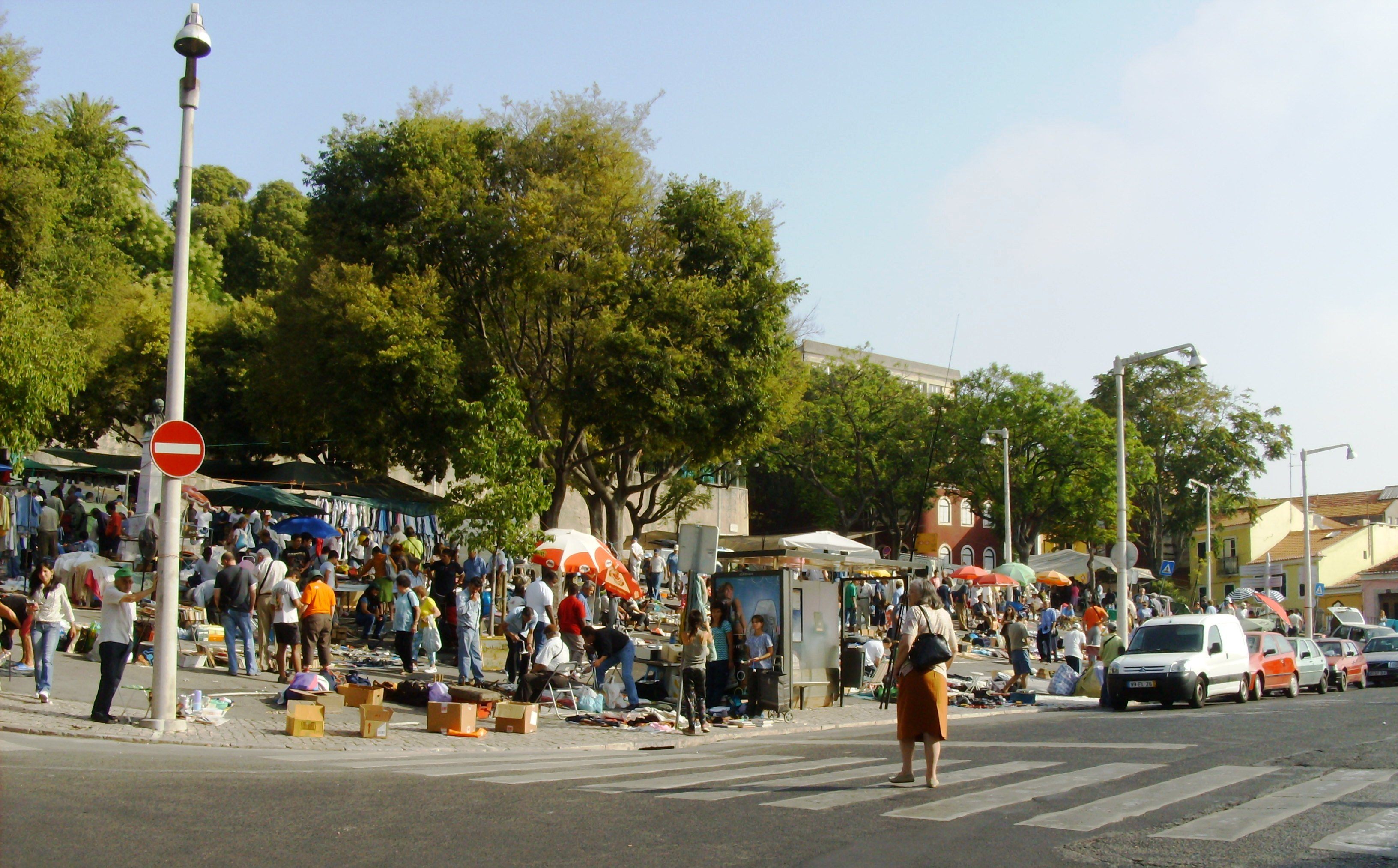
Marché aux puces Feira da Ladra à Lisbonne.

La Feira da Ladra, littéralement Marché de la Voleuse, est un marché aux puces qui se tient à Lisbonne, dans plusieurs rues du Campo de Santa Clara, à l'est de l'Alfama. Initialement, ce marché a ses racines au Moyen Âge, où les commerçants vendaient leurs produits et aussi des objets volés (comme son nom l'indique).
De nos jours c'est un marché très réputé, qui malgré son nom garde une grande réputation. On y trouve de tout, des pièces de collection, des vieilleries, des objets à bas prix.
A Feira da Ladra est instituée dans le règlement de la ville de Lisbonne avec des horaires et des dates officielles. Le marché a lieu le mardi et le samedi, de 9 h à 18 h, mais peut commencer ou finir plus tôt au gré des conditions météorologiques.